# María Inés Teresa Arias Espinosa
María Inés Teresa Arias Espinosa (1904-1981), est une religieuse mexicaine du XXe siècle, fondatrice de congrégations religieuses et d'instituts, six au total, composant la Famille Inésienne. Appelée affectueusement "Manuelita", elle est vénérée comme bienheureuse par l'Église catholique, et fêtée le 22 juillet.  

## Biographie
Manuelita de Jesùs Arias Espinosa, de son nom de baptême, naît le 7 juillet 1904 à Ixtlán del Río, cinquième de huit frères et sœurs d'une famille chrétienne aisée. Elle reçoit dès son plus jeune âge une importante éducation religieuse, elle vit sa première communion à sept ans.  
Du 5 au 12 octobre 1924, elle participe au congrès eucharistique national à Mexico. Elle y vit une profonde expérience spirituelle. Alors que le pays subit une guerre civile et un profond anticléricalisme, elle fait l'offrande de sa vie au Christ pour le Mexique et pour l'Église. Elle accueille sa vocation religieuse et dès lors, se plonge dans les écrits de sainte Thérèse de Lisieux. 
Le 7 juin 1929, elle entre chez les Clarisses capucines qui s'exileront à Los Angeles à cause de la guerre des Cristeros. Elle fait sa profession religieuse le 12 décembre 1930 sous le nom de sœur María Inés Teresa del Santísimo Sacramento. Ce jour-là, alors qu'elle prie devant l'image de Notre-Dame de Guadalupe, elle perçoit sa vocation missionnaire.
Le 12 mai 1945, elle fonde les Missionnaires clarisses du saint Sacrement. Dès lors, Mère Maria Inés développe son œuvre et forme ses religieuses dans son charisme spirituel : une vie contemplative tout en étant missionnaire. Cinq autres instituts seront fondés : les Missionnaires du Christ pour l'Église universelle, Van-Clar (association de laïcs missionnaires), le Groupe sacerdotal inésien (association de prêtres), les Missionnaires inésiennes consacrées, et la Famille eucharistique (association de laïcs). Cet ensemble forme la Famille inésienne.
Le restant de sa vie, elle multiplie les œuvres apostoliques, animée d'une profonde spiritualité eucharistique. Elle meurt à Rome le 22 juillet 1981.

## Béatification et canonisation

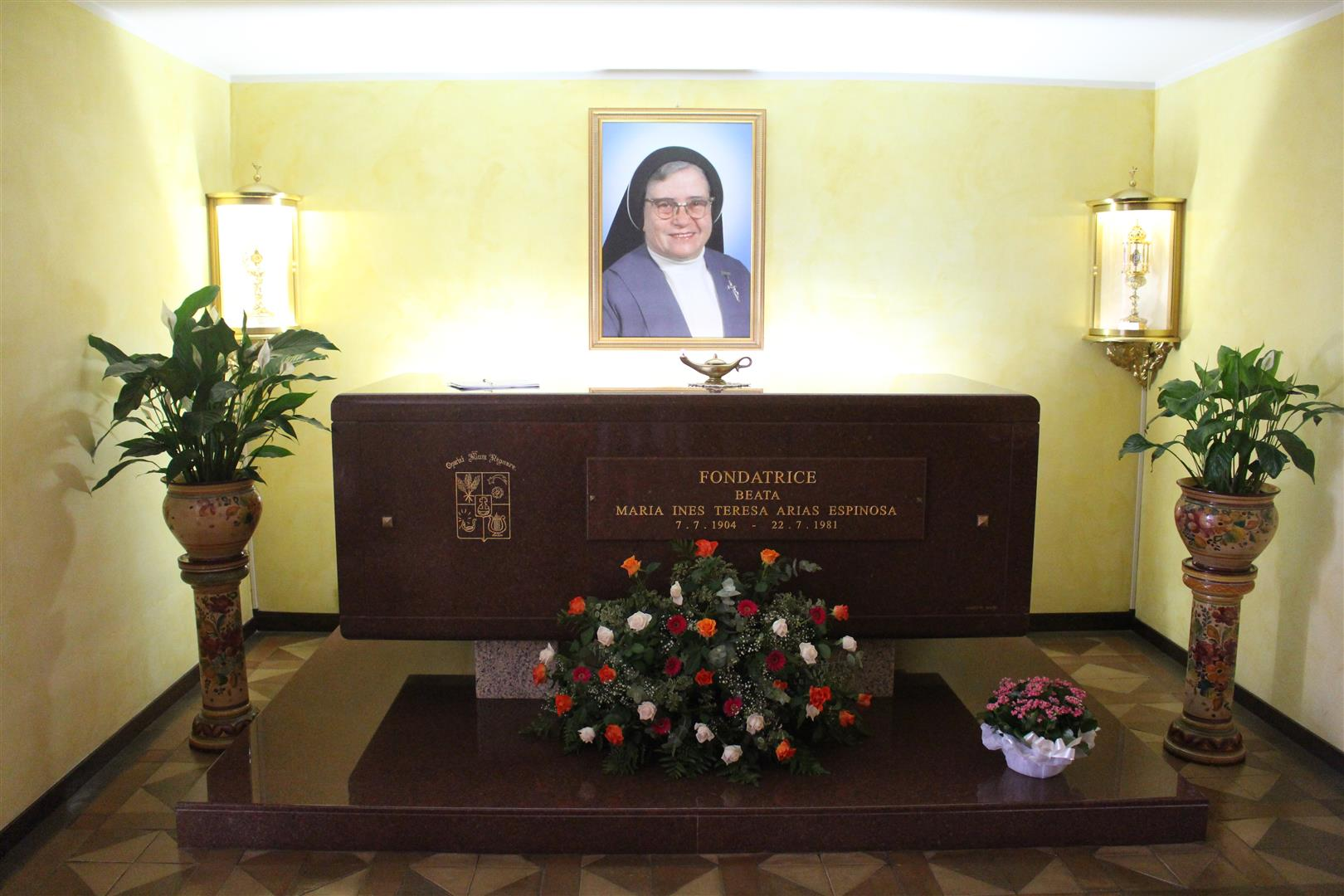
Tombe de Maria Inés Arias Espinosa

- 1992 : ouverture de la cause en béatification et canonisation
- 3 avril 2009 : le pape Benoît XVI lui attribue le titre de vénérable
- 21 avril 2012 : béatification célébrée dans la Basilique Notre-Dame-de-Guadalupe de Mexico par le cardinal Angelo Amato, représentant de Benoît XVI

Fête liturgique fixée au 22 juillet.